# Boldklubben Skjold sæson 2023-24
Boldklubben Skjold sæson 2023-24 er Boldklubben Skjolds anden sæson i træk i Danmarksserien. Udover Danmarksserien, deltog klubben i kvalifikation til næste sæsons DBU Pokal. Klubben deltog også i DBU Pokalen, men røg ud i 2. runde. Klubben deltog også i Fenix Trophy, men røg ud af turneringen i gruppefasen.

## Stab
| Jobbeskrivelse  | Navn              |
| --------------- | ----------------- |
| Cheftræner      | Mads Hadberg      |
| Assistenttræner | Andreas Lundgaard |
| Assistenttræner | Hector Vega       |
| Assistenttræner | Peter Rasmussen   |
| Holdleder       | Tonny Nielsen     |
| Holdleder       | Jesper Friis      |
| Holdleder       | Furkan Hamakayan  |

Kilde:[kilde mangler]

## Trup
| Nr.   | Land    | Position | Spiller            |
| ----- | ------- | -------- | ------------------ |
| 1     | Danmark | MM       | Mads Tranberg      |
| 2/16* | Danmark |          | Casper Lykke       |
| 3     |         |          | Jona Hansen        |
| 4     |         |          | Daniel Anusic      |
| 5     | Danmark |          | Adam Riis          |
| 6/2*  | Danmark |          | Jakob Jensen       |
| 6/8*  | Danmark |          | Frederik Sundstrup |
| 7     | Danmark |          | Lasse Lysemose     |
| 8     |         |          | Kelvin Padi        |
| 8*    | Danmark |          | Mads Hende         |
| 8*    | Danmark |          | Oscar Brodersen    |
| 8*    | Danmark |          | Mads Søndergaard   |
| 9     | Danmark |          | Jeppe Hansen       |

| Nr.    | Land    | Position | Spiller                 |
| ------ | ------- | -------- | ----------------------- |
| 10     | Danmark |          | Kasper Laage-Petersen   |
| 11     | Danmark |          | Oskar Hansen            |
| 12/14* | Danmark |          | Frederik Levinsen       |
| 13     | Danmark |          | Philip Vallentin        |
| 13*    |         |          | Felix Boljen            |
| 14     | Danmark |          | Philip Rosendal         |
| 15     | Danmark |          | Christian Kold          |
| 15*    | Danmark |          | Martin Madsen           |
| 16     | Danmark |          | Christoffer Christensen |
| 17     |         |          | Elias Taj               |
| 19     |         |          | Mark Parrish            |
| 20/13* | Danmark |          | Søren Bach              |

*= Ikke alle trøjenumre er faste.
Kilde: Holdkort i oprykningskampene på DBU

## Turneringer

### Samlet
| Turnering       | Statistik | Statistik | Statistik | Statistik | Statistik |
| Turnering       | K         | V         | U         | T         | MF        |
| --------------- | --------- | --------- | --------- | --------- | --------- |
| Danmarksserien  | 28        | 9         | 6         | 13        | -18       |
| DBU Pokal Kval. | 2         | 1         | 0         | 1         | +4        |
| Fenix Trophy    | 4         | 1         | 0         | 3         | -5        |
| DBU Pokalen     | 2         | 1         | 0         | 1         | +1        |

Kilde:

### Danmarksserien

#### Grundspil
| Pos | Hold                | K  | V | U | T | M+ | M- | MF  | P  |                 |
| --- | ------------------- | -- | - | - | - | -- | -- | --- | -- | --------------- |
| 3   | Hørsholm-Usserød IK | 18 | 9 | 3 | 6 | 48 | 31 | +17 | 30 | Oprykningsspil  |
| 4   | Karlslunde IF       | 18 | 8 | 4 | 6 | 28 | 24 | +4  | 28 | Oprykningsspil  |
| 5   | BK Skjold           | 18 | 8 | 2 | 8 | 21 | 29 | −8  | 26 | Oprykningsspil  |
| 6   | LSF                 | 18 | 7 | 4 | 7 | 37 | 32 | +5  | 25 | Nedrykningsspil |
| 7   | Ringsted IF         | 18 | 5 | 7 | 6 | 30 | 34 | −4  | 22 | Nedrykningsspil |

#### Resultatoverblik
| Samlet | Samlet | Samlet | Samlet | Samlet | Samlet | Samlet | Samlet | Hjemme | Hjemme | Hjemme | Hjemme | Hjemme | Hjemme | Ude | Ude | Ude | Ude | Ude | Ude |
| K      | V      | U      | T      | MF     | MI     | MD     | P      | V      | U      | T      | MF     | MI     | MD     | V   | U   | T   | MF  | MI  | MD  |
| ------ | ------ | ------ | ------ | ------ | ------ | ------ | ------ | ------ | ------ | ------ | ------ | ------ | ------ | --- | --- | --- | --- | --- | --- |
| 28     | 9      | 6      | 13     | 31     | 49     | −18    | 33     | 3      | 5      | 6      | 14     | 27     | −13    | 6   | 1   | 7   | 17  | 22  | −5  |

Sidst opdateret: 10. juni 2024. Kilde:

##### Grundspilskampe
BK Skjolds kampe i grundspillet i sæsonen 2023-24.
      Sejr       Uafgjort       Nederlag
| 19. august 2023 Runde 2 | Ringsted IF                                          | 1-3 | BK Skjold                                                       | Ringsted                                       |
| 12:00                   | Knaack 13' · Green 64' · Rasmussen 64' · Nielsen 67' | DBU | Brodersen 28' · Toft 41' · Riis 56' · Boljen 66' · Rosendal 90' | Stadion: Ringsted Stadion Dommer: Gustav Olsen |

| 26. august 2023 Runde 3 | BK Skjold  | 1-0 | B1908                                | Østerbro                                      |
| 12:00                   | Nissen 45' | DBU | Dalgas 63' Andersen 73' Pedersen 90' | Stadion: Fælledparken Dommer: Andreas Halkjær |

| 2. september 2023 Runde 4 | Karlslunde IF                                                                         | 3-0 | BK Skjold                                         | Karlslunde                                          |
| 13:00                     | Bursac 15' 64' · Knudsen 30' · Andersen 49' · Moestrup 61' · Meibom 88' · Højer 90+3' | DBU | Hende 41' Bach 42' Toft 74' Dam 80' Brodersen 88' | Stadion: Karlslunde Stadion Dommer: Markus Gravlund |

| 9. september 2023 Runde 5 | VB 1968       | 1-2 | BK Skjold                 | Bagsværd                                            |
| 12:00                     | Offenberg 13' | DBU | Sundstrup 20' · Hende 45' | Stadion: Skovbrynet Skole Dommer: Elvir Hadzidulbic |

| 16. september 2023 Runde 6 | BK Skjold                               | 1-0 | Frederikssund IK | Østerbro                                 |
| 16:00                      | Nissen 13' · Sand 41' (sm.) · Lykke 74' | DBU |                  | Stadion: Fælledparken Dommer: Jihad Ezat |

| 23. september 2023 Runde 7 | Glostrup FK                                                     | 2-1 | BK Skjold                               | Glostrup                                       |
| 12:00                      | F. Hansen 53' (str.) 67' (str.) · D. Hansen 88' · De Lasson 90' | DBU | Brodersen 23' · Rosendal 34' · Bach 90' | Stadion: Glostrup Stadion Dommer: Karl Nielsen |

| 30. september 2023 Runde 8 | BK Skjold                                                    | 5-1 | Slagelse B&I               | Østerbro                                     |
| 14:00                      | Nissen 33' 54' · Brodersen 45' · Karlsen 66' · Adam Riis 84' | DBU | Jensen 22' · Krogh 73' 85' | Stadion: Fælledparken Dommer: Benjamin Friis |

| 7. oktober 2023 Runde 9 | Hørsholm-Usserød IK | 0-1 | BK Skjold                  | Hørsholm                                            |
| 12:00                   | Petersen 90+3'      | DBU | Bach 55' · Sundstrup 90+3' | Stadion: Hørsholm Idrætspark Dommer: Nikolaj Seydel |

| 13. oktober 2023 Runde 10 | LSF                                      | 3-0 | BK Skjold              | Smørum                                              |
| 19:00                     | Ghailani 8' · Thygesen 80' · Sandris 88' | DBU | Toft 47' Sundstrup 57' | Stadion: Smørum Idrætscenter Dommer: Casper Skriver |

| 21. oktober 2023 Runde 11 | BK Skjold               | 1-1 | Ringsted IF                                  | Østerbro                                      |
| 12:00                     | Anusic 55' · Müller 90' | DBU | Johannessen 53' · Rasmussen 64' · Jensen 81' | Stadion: Fælledparken Dommer: Andreas Halkjær |

| 28. oktober 2023 Runde 12 | B1908                                                     | 3-1 | BK Skjold                 | Amager                                             |
| 12:00                     | Chernet 5' · Langhorn 67' · Andersen 78' · Pedersen 90+2' | DBU | Jensen 47' · Kold 80' 89' | Stadion: Sundby Idrætspark Dommer: Andreas Halkjær |

| 4. november 2023 Runde 13 | BK Skjold                | 0-3 | Karlslunde IF                                                                                   | Østerbro                                    |
| 16:00                     | Bach 28' Søndergaard 72' | DBU | Bursac 13' · Knudsen 62' · Svendsen 64' · Christensen 75' · Andersen 77' · Meibom 87' · Lip 89' | Stadion: Fælledparken Dommer: Jacob Clausen |

| 11. november 2023 Runde 14 | BK Skjold                       | 2-2 | VB 1968                                   | Østerbro                                     |
| 12:00                      | Skaanning 67' · Kold 78' (str.) | DBU | Carrara 5' 84' · Riel 57' · Offenberg 78' | Stadion: Fælledparken Dommer: Benjamin Friis |

| 23. marts 2024 Runde 15 | Frederikssund IK   | 0-1 | BK Skjold                                  | Frederikssund                                           |
| 12:00                   | Uzan 60' Hacke 81' | DBU | Jensen 49' · Rosendal 52' 58' · Bojlen 84' | Stadion: Frederikssund Stadion Dommer: Troels Jespersen |

| 28. marts 2024 Runde 16 | BK Skjold               | 0-3 | Glostrup FK                 | Østerbro                                |
| 12:00                   | Lysemose 78' Boljen 80' | DBU | Damkjær 6' 10' · Walter 87' | Stadion: Fælledparken Dommer: Iman Umar |

| 1. april 2024 Runde 17 | Slagelse B&I                          | 0-2 | BK Skjold                                                  | Slagelse                                        |
| 13:00                  | Mayhöfer 45' Valentin 73' Mejsner 89' | DBU | J. Hansen 25' · Lykke 40' · O. Hansen 45+2' · Levinsen 70' | Stadion: Slagelse Stadion Dommer: Michael Gutti |

| 6. april 2024 Runde 18 | BK Skjold              | 0-4 | Hørsholm-Usserød IK                                | Østerbro                                  |
| 14:00                  | Bach 43' Brodersen 88' | DBU | Jessen 6' 80' · Al-Ali 24' · Dam 68' · Poulsen 88' | Stadion: Fælledparken Dommer: Daniel Kirk |

#### Oprykningsspil
| Pos | Hold                | K  | V  | U | T  | M+ | M- | MF  | P  |
| --- | ------------------- | -- | -- | - | -- | -- | -- | --- | -- |
| 6   | Tårnby FF           | 28 | 13 | 5 | 10 | 54 | 43 | +11 | 44 |
| 7   | Hørsholm-Usserød IK | 28 | 13 | 4 | 11 | 71 | 52 | +19 | 43 |
| 8   | Karlslunde IF       | 28 | 11 | 6 | 11 | 42 | 43 | −1  | 39 |
| 9   | Allerød FK          | 28 | 10 | 6 | 12 | 52 | 60 | −8  | 36 |
| 10  | BK Skjold           | 28 | 9  | 6 | 13 | 31 | 49 | −18 | 33 |

##### Oprykningsspilskampe
BK Skjolds kampe i oprykningsspillet i sæsonen 2023-24.
      Sejr       Uafgjort       Nederlag
| 13. april 2024 Runde 19 | BK Skjold | 0-0 | Gørslev IF | Østerbro                                   |
| 14:00                   |           | DBU |            | Stadion: Fælledparken Dommer: Simon Jensen |

| 19. april 2024 Runde 20 | Tårnby FF                                                       | 3-3 | BK Skjold                                                                       | Kastrup                                                 |
| 18:00                   | Larsen 7' 79' · Hjulmand 69' · R. Jensen · Davidsen · J. Jensen | DBU | Bach 52' · Oscar Brodersen 84' · Taj 90' · Padi · Sundstrup · Levinsen · Hansen | Stadion: Vestamager Idrætsanlæg Dommer: Andreas Halkjær |

| 27. april 2024 Runde 21 | BK Skjold         | 0-5 | Brønshøj BK                                                          | Østerbro                                   |
| 14:00                   | Taj 28' Lykke 45' | DBU | Porsgruun 53' 59' · Wikstrøm 65' 68' 73' · Shah 74' · Andonovski 81' | Stadion: Fælledparken Dommer: Karl Nielsen |

| 4. maj 2024 Runde 22 | Sundby BK                                | 2-0 | BK Skjold | Amager                                                |
| 15:00                | Dogan 20' · Becker 26' · Frederiksen 81' | DBU | Bach 20'  | Stadion: Kløvermarkens Idrætsanlæg Dommer: Jihad Ezat |

| 11. maj 2024 Runde 23 | BK Skjold                       | 1-1 | Allerød FK             | Østerbro                                   |
| 14:00                 | Taj 11' · Kold 80' · Bach 90+5' | DBU | Kops 17' · Eriksen 90' | Stadion: Fælledparken Dommer: Simon Jensen |

| 17. maj 2024 Runde 24 | Gørslev IF                              | 2-1 | BK Skjold            | Gørslev                                       |
| 18:30                 | Trkulja 55' · Nielsen 66' · Friis 90+2' | DBU | Kold 12' · Hende 87' | Stadion: Gørslev Stadion Dommer: Karl Nielsen |

| 25. maj 2024 Runde 25 | BK Skjold    | 1-3 | Tårnby FF                          | Østerbro                                     |
| 16:00                 | Petersen 47' | DBU | Christensen 11' · Lindberg 45' 58' | Stadion: Fælledparken Dommer: Casper Thorsøe |

| 31. maj 2024 Runde 26 | Brønshøj BK          | 2-0 | BK Skjold            | Brønshøj-Husum                                     |
| 18:30                 | Atici 3' · Olsen 32' | DBU | Lysemose 60' Taj 62' | Stadion: Tingbjerg Ground Dommer: Alexander Dreyer |

| 8. juni 2024 Runde 27 | BK Skjold                                          | 2-2 | Sundby BK                                | Østerbro                                   |
| 16:30                 | Christensen 14' (sm.) · Taj 82' 90+4' · Padi 90+3' | DBU | Frederiksen 48' · Dogan 56' · Hansen 67' | Stadion: Fælledparken Dommer: Magnus Lærke |

| 15. juni 2024 Runde 28 | Allerød FK                 | 0-2 | BK Skjold                             | Allerød                                            |
| 14:00                  | Kristensen 44' Nielsen 72' | DBU | Padi 36' · Taj 43' 84' · Lysemose 84' | Stadion: Allerød Idrætspark Dommer: Philip Warburg |

### DBU Pokalkampe
BK Skjolds kampe i DBU Pokalen i sæsonen 2023-24.
      Sejr       Uafgjort       Nederlag
| 8. august 2023 Runde 1 | BK Frederiksholm Sydhavnen | 0-4 | BK Skjold                                                    | Sydhavnen                                      |
| 18:30                  |                            | DBU | Sundstrup 5' (str.) · Knudsen 10' · la Cour 74' · Madsen 82' | Stadion: Valby Idrætspark Dommer: Simon Jensen |

| 6. september 2023 Runde 2 | BK Skjold              | 2-5 | FC Helsingør                                                            | Østerbro                                    |
| 18:00                     | Jensen 65' · Lykke 67' | DBU | M. Christensen 2' 41' · Drost 18' 60' · F. Christensen 73' · Lindén 90' | Stadion: Fælledparken Dommer: Mostafa Seyfi |

### DBU Pokalen kvalifikationskampe
BK Skjolds kampe i DBU Pokal kvalifikation i sæsonen 2023-24.
      Sejr       Uafgjort       Nederlag
| 5. juni 2024 Runde 3 | Young Urbans FC | 0-6 | BK Skjold                                            | Amager                                            |
| 19:30                |                 | DBU | Taj 1' 10' 27' 47' · Laage-Petersen 40' · Madsen 88' | Stadion: Sundby Idrætspark Dommer: Brian Andersen |

| 19. juni 2024 Runde 4 | Vigerslev BK            | 2-0 | BK Skjold | Sydhavnen                                       |
| 19:00                 | Stencel 65' · Karim 70' | DBU |           | Stadion: Valby Idrætspark Dommer: Albin Mustafi |